# Ici et ailleurs
Pour plus de détails, voir Fiche technique et Distribution.
Ici et ailleurs est un documentaire français réalisé par Anne-Marie Miéville et Jean-Luc Godard. Tourné en 1971 sur base d'images de 1970, le film sort en 1976.
Anne-Marie Miéville, Jean-Luc Godard et les membres du Groupe Dziga Vertov reçoivent en 1970 une commande du comité central de l'Organisation de libération de la Palestine (l’OLP) d'un film sur le camp palestinien d'Amman en Jordanie. Après le « Septembre noir », le projet de film signé par le Groupe Dziga Vertov et qui devait s'intituler Jusqu'à la victoire est mis de côté. 
Quatre ans plus tard, Miéville et Godard reprennent ces images, proposent un montage, avec désormais pour titre Ici et ailleurs. Les deux réalisateurs mettent en scène et critiquent de manière dialectique des images que Godard avait lui-même tournées en Palestine pour le compte de l'OLP. Le film utilise nouvelles traductions de l'arabe parlé par les protagonistes filmés à l'époque et qui laissent apparaître une réalité manipulée à plusieurs niveaux.

## Synopsis
En ouverture, le film présente un récapitulatif des cinq parties en lesquelles le film Jusqu'à la victoire aurait dû être divisé, avec de courtes séquences d'images séparées par des titres en français et en arabe :
1. La volonté du peuple
2. La lutte armée
3. Le travail politique
4. La guerre prolongée
5. Jusqu'à la victoire

La voix de Godard résume l'histoire et le projet du film et termine en expliquant les raisons pour lesquelles il n'a pu être achevé : ceci (images de combattants) était devenu ceci (cadavres de victimes massacrées lors de Septembre noir), presque tous les acteurs du film sont morts.
Ici et ailleurs : ici c'est la France en 1975, ailleurs c'est la Palestine en 1970 ; ici une famille ouvrière, père, mère et deux enfants, regarde à la télévision des images de résistants palestiniens.
Dans la deuxième partie du film, c'est le commentaire d'Anne-Marie Miéville qui se charge de la critique des images vues précédemment. Non seulement le dialogue des fedayin est complètement différent avec la traduction sous-titrée, mais la mise en scène va plus loin : l'enfant qui récite un poème a été encadré dans un décor presque théâtral, la jeune femme enceinte qui se proclame fière d'avoir un enfant pour la révolution est une intellectuelle à la beauté indéniable, qui en réalité n'attend même pas d'enfant, mais joue simplement le rôle fourni par Godard.
La voix de Miéville tire la conclusion suivante : nous ne pouvons pas comprendre même des images simples, peut-être parce que la bande son est trop forte ou peut-être parce que nous ne voyons pas. Il est essentiel d'apprendre à voir l'ici, la France d'aujourd'hui, pour pouvoir connaître l'ailleurs.

## Fiche technique
- Titre original français : Ici et ailleurs
- Titre de travail : Jusqu'à la victoire - Méthodes de pensée et travail de la révolution palestinienne
- Réalisation : Anne-Marie Miéville, Jean-Luc Godard
- Scénario : Jean-Luc Godard, Jean-Pierre Gorin, Anne-Marie Miéville
- Photographie : William Lubtchansky, Armand Marco (tournage de 1970)
- Montage : Anne-Marie Miéville
- Musique : Jean Schwarz
- Décors : Mario Guerrini
- Production : Jean-Pierre Rassam
- Société de production : Sonimage, Ina
- Pays de production :  France
- Langue originale : français, arabe, allemand
- Format : couleur par Eastmancolor - 1,37:1 - Son mono - 35 mm
- Durée : 53 minutes
- Genre : documentaire
- Date de sortie :
  - France : 15 septembre 1976

## Production
La section de propagande d'Al-Fatah, qui obtient en février 1969 la majorité au sein de l'OLP et parvient à faire élire Yasser Arafat à la présidence, met en place une unité consacrée au cinéma. Par l'intermédiaire de la Ligue arabe, les résistants palestiniens ont réussi à entrer en contact avec Jean-Luc Godard, qui avait formé le groupe Dziga Vertov avec quelques jeunes cinéastes après mai 68, et lui ont confié le mandat de tourner un film « progressiste et démocratique » dans les camps de réfugiés palestiniens au Liban et en Jordanie, qui montrerait au monde les raisons des Palestiniens pour leurs actions.
Avec Jean-Pierre Gorin, son plus proche collaborateur et l'éminence grise du groupe, Godard élabore un projet de film intitulé Jusqu'à la victoire, avec story-board. Avec le cadreur Armand Marco, ils ont voyagé au moins six fois au Proche-Orient de mars à août 1970, enregistrant beaucoup de matériel. L'œuvre, assombrie par la crise conjugale de Godard avec sa femme Anne Wiazemsky, reçoit un coup définitif en raison de l'évolution de la situation politique : en septembre de la même année, le roi Hussein de Jordanie ordonne à son armée de liquider la force armée de l'OLP sur le territoire national. Le massacre dans les camps palestiniens d'Amman restera dans l'histoire comme le Septembre noir ; de nombreux hommes et femmes qui apparaissent sur les photos prises parmi les combattants dans les camps de réfugiés meurent dans ce massacre aveugle. Le projet de Jusqu'à la victoire est abandonné.
Au milieu de la décennie suivante, Godard reprend le matériel filmé, resté en sa possession après le démembrement du groupe Dziga Vertov, et demande à Elias Sanbar de traduire de l'arabe les paroles des Palestiniens, sur lesquelles le projet original avait prévu un commentaire en voix hors champ. Ce n'est qu'à ce moment-là et des années plus tard qu'il se rend compte que le sens des discours enregistrés contredit quelque peu le sens de l'œuvre : les combattants se plaignent que l'armée israélienne, qu'ils doivent affronter dans des actions de guérilla, est mieux armée et bien mieux entraînée, et que de nombreuses vies perdues au combat auraient pu être sauvées avec une direction moins myope sur le plan militaire.

## Accueil critique
Le projet internationaliste et révolutionnaire du groupe Dziga Vertov se transforme en un nouveau regard sur le couple. Reprenant le film tourné quelques années auparavant, Godard et Miéville décident de le faire traduire par leur ami Elias Sanbar, le jeune intellectuel palestinien francophone que le Fatah avait désigné comme guide des trois membres du groupe Dziga Vertov pendant le tournage. Le travail de traduction a lieu dans un studio de l'UNESCO, place Fontenoy, dans le 7e arrondissement de Paris. Sanbar est d'abord choqué par la distance entre les mots enregistrés sur le terrain et le sens original du film, tel qu'il avait été prévu par Godard et Gorin.
Godard et Miéville inaugurent avec Ici et ailleurs une méthode de travail en binôme qui se poursuivra dans le temps : chacun écrit sa partie et enregistre le son, de sorte que le produit final est une sorte de dialogue critique à deux voix. Dans les scènes enregistrées Ici, en France, Godard joue le rôle du père de famille devant le poste de télévision et dans les autres scènes ailleurs, c'est son ami Jean-Pierre Bamberger.
La rhétorique des images est systématiquement abolie dans ce film ; pour le philosophe Gilles Deleuze, les révolutionnaires d'ici n'ont plus la tâche dialectique de dire la vérité politique des luttes d'ailleurs :

« Il ne s'agit pas de suivre une chaîne d'images, mais d'en sortir : le film cesse d'être des images à la chaîne dont nous sommes esclaves, mais ouvre un entre, "entre deux images", l'entre-deux constitutif d'une pensée critique des images. »

— Gilles Deleuze, L'image-temps. Cinéma 2
Le critique de cinéma français Serge Daney a inventé une formule efficace pour définir Ici et ailleurs : « Rendre les images aux corps dont elles ont été extraites » (« On rend les images et les sons, comme on rend les honneurs, à ceux à qui ils appartiennent : les morts »).

### Polémique
Outre l'accueil mitigé des spectateurs médusés, la thèse fondamentale du film, que Godard exprime très clairement : « Les Juifs font aux Arabes ce que les nazis ont fait aux Juifs », provoque un violent tollé de la part des organisations sionistes et juives. Une bombe artisanale est trouvée dans le cinéma où doit avoir lieu la première du film, et le 12 octobre 1976, des provocateurs appartenant au groupe Talion, proche du Betar, s'introduisent pendant les projections, brisent des vitres et perturbent les séances.